# Simulink
Simulink – narzędzie wchodzące w skład środowiska programistycznego MATLAB firmy The MathWorks, Inc. Jest platformą do wielodomenowej symulacji i projektowania systemów dynamicznych z wykorzystaniem modeli. Stanowi interaktywne środowisko graficzne i zbiór bibliotek konfigurowalnych bloków. Za jego pomocą możemy też kontrolować przetwarzanie sygnałów oraz telekomunikację. Umożliwia także pracę z innymi systemami, zdefiniowanymi w dziedzinie czasu.
Pozwala definiować i kontrolować atrybuty sygnałów oraz parametrów powiązanych z modelem. Sygnały to wielkości w dziedzinie czasu reprezentowane przez linie łączące bloki. Parametry to współczynniki pomagające zdefiniować dynamikę i zachowanie systemu.
Simulink jest środowiskiem do budowy schematów blokowych dla symulacji wielodomenowych i metodyki Model-Based Design. Wbudowane bloki można konfigurować do własnych potrzeb, a nawet tworzyć nowe. Dodatkowe zestawy bloków (dostępne oddzielnie) rozszerzają Simulinka o specyficzne właściwości.  
Wspiera symulacje, automatyczną generację kodu oraz ciągłe testy i weryﬁkację systemów wbudowanych. Simulink zawiera edytor graﬁczny, dostosowywalne biblioteki bloków oraz solvery do modelowania i symulacji systemów dynamicznych. Jest zintegrowany z MATLABem, co pozwala na włączvnie algorytmów MATLABa do modeli oraz eksport wyników symulacji do MATLABa w celu dalszej analizy.
Znajduje zastosowanie (poprzez to, że umożliwia symulacje w czasie ciągłym) przykładowo w cyfrowym przetwarzaniu sygnałów, analizie obwodów elektrycznych i teorii sterowania. Przy pomocy Simulinka można przeprowadzać zarówno symulacje z czasem dyskretnym jak i ciągłym.
Simulink – moduły
Dodatkowe moduły (Toolboxy) rozszerzają środowisko Simulinka o narzędzia do modelowania i projektowania specyficznych zadań. Pozwalają na generację kodu, implementację algorytmów, testowanie oraz weryfikację. Integracja z MATLABem zapewnia bezpośredni dostęp do szerokiego wachlarza narzędzi. Przydają się one do budowy algorytmów, analiz i wizualizacji danych. Dodatkowo możemy z ich pomocą dokonywać rozmaitych obliczeń numerycznych.
Rodzina produktów:
- Simulink
- Simulink 3D Animation
- Simulink Check
- Simulink Code Inspector
- Simulink Compiler
- Simulink Coverage
- Simulink Design Verifier
- Simulink Desktop Real-Time
- Simulink PLC Coder
- Simulink Real-Time
- Simulink Report Generator
- Simulink Test
- AUTOSAR Blockset
- C2000 Microcontroller Blockset
- DDS Blockset
- DO Qualification Kit (for DO-178)
- Embedded Coder
- Fixed-Point Designer
- HDL Coder
- HDL Verifier
- IEC Certification Kit (for ISO 26262 and IEC 61508)
- Requirements Toolbox
- SimEvents
- Simscape
- Simscape Battery
- Simscape Driveline
- Simscape Electrical
- Simscape Fluids
- Simscape Multibody
- Stateflow
- System Composer

Główne cechy Simulinka
- Edytor graficzny do tworzenia i zarządzania hierarchicznymi schematami blokowymi.
- Biblioteki predefiniowanych bloków do modelowania systemów dyskretnych oraz ciągłych.
- Zdolność zarządzania złożonymi projektami poprzez segmentację modelu i hierarchizację komponentów projektu.
- Eksplorer modelu (Model Explorer) nawigujący, tworzący, konfigurujący i przeszukujący wszystkie sygnały, parametry i właściwości modelu.
- Zdolność do komunikowania się z innymi programami symulacyjnymi i dołączania ręcznie pisanego kodu włącznie z algorytmami MATLAB.
- Silnik symulacji ze stało- i zmiennokrokowymi solverami ODE.
- Bloki do wizualizacji wyników symulacji.
- Graficzny debugger do sprawdzania wyników symulacji i diagnozowania nieoczekiwanego zachowania się projektu.
- Narzędzia diagnozy i analizy modelu pozwalające upewnić się, co do spójności modelu i wykryć błędy modelowania.